# Симонов (село)
Симонов (укр. Симонів) — село, входит в Гощанскую поселковую общину Ровненского района Ровненской области Украины.
Население по переписи 2001 года составляло 1776 человек. Почтовый индекс — 35408. Телефонный код — 3650. Код КОАТУУ — 5621287501.